# Eccoptosage praedatoria
Eccoptosage praedatoria là một loài tò vò trong họ Ichneumonidae.